# Farkas János (főjegyző)
Boldogfai Farkas János (Boldogfa, Zala vármegye, 1741. november 17. – Zalaegerszeg, Zala vármegye, 1788. november 12.), jogász, Zala vármegyei Ítélőszék elnöke ("Inclyti Sedis Iudiciaria Comitatus Szaladiensis Praeses") 1787 és 1788 között, Zala vármegye főjegyzője 1773 és 1786 között, Magyarországon mindkét rendű bírósági hites ügyvéd ("Advocatus  per regnum Hungariae juratus causarum fori utriusque"), táblabíró (Tabulae Regiae Judiciariae Assessor), földbirtokos, Zala vármegye helyettes alispánja 1783-ban.

## Családja és származása
A tekintélyes zalai nemesi boldogfai Farkas család sarja. Boldogfai Farkas Ferenc (1713–1770), Zala megyei alispán, táblabíró, jómódú földbirtokos, és a barkóczi Rosty családból származó barkóczi Rosty Anna (1722–1784) másodszülött fiúgyermeke; keresztszülei szalapatakai Nagy György (†1748), zalai főjegyző, helytartótanácsi ítélőmester, földbirtokos és neje nemes Lada Zsófia (1714–1767) voltak. Az apai nagyszülei boldogfai Farkas János (†1724), Zala vármegye helyettes főszolgabírája, földbirtokos, és a sidi Sidy család sarja sidi Sidy Dorottya (1693–1775) úrnő voltak; az anyai nagyszülei barkóczi Rosty László (fl. 1710-1730) vasi főszolgabíró, földbirtokos és a zalalövői Csapody családból való zalalövői Csapody Mária (fl. 1710-1714) asszony voltak. Anyai nagybátyjai szalapatakai Nagy Mihály (1706–1756), királyi tanácsos, zalai alispán, földbirtokos, akinek a neje Rosty Katalin volt, valamint barkóczi Rosty Ferenc (1718–1790), királyi tanácsos, Vas vármegye alispánja, földbirtokos. Farkas János zalai főjegyzőnek a bátyja boldogfai Farkas András (1740–1782), a zalalövői járás első főszolgabírája, öccse boldogfai Farkas László (1747–1796) zalalövői alszolgabíró volt; két fivére papi pályát választott: az egyik, boldogfai Farkas Ferenc (1742–1807) jezsuita szerzetes, veszprémi kanonok, és a másik boldogfai Farkas József (1752–1809) piarista pap, a Kolozsvári egyetem rektora volt. Sógorai csáfordi Csillagh Ádám (1739–1797), Zala vármegye főadószedője, első alügyésze, földbirtokos, akinek a neje boldogfai Farkas Anna (1746–1804) volt, valamint tubolyszeghi Tuboly László (1756–1828), főszolgabíró, táblabíró, költő, földbirtokos, szabadkőműves, nyelvújító, akinek a hitvese boldogfai Farkas Erzsébet (1761–1801) volt.

## Élete
A tudományosan kiválóan képzett, valamint nagy műveltséggel rendelkező Farkas János 30 évesen 1771. május 1.-én lett a vármegye első aljegyzője; ezt a tisztséget 1773. április 14.-e-ig töltötte be, amikor Zala vármegye főjegyzője lett egészen 1786. július 14.-éig. Ideiglenesen rövid ideg helyettesítő vármegyei másodalispán 1783-ban, majd szintén 1783-ban felesküdt rendes jegyzőként szerepelt a helytartótanácsnál. Farkas János és felesége közeli barátai között, a zsitkóci származású Deák családbeli nemes Deák László (1744–1783) vármegyei számvevő és húga, nemes Deák Franciska, sidi Sidy Pál (1723–1779), táblabíró, alszolgabíró, nemes Mlinarics Lajos (1743–1802), zalai alispán és neje, rákosi Boros Terézia (1747–1817), valamint gróf galánthai Balogh László helytartótanácsi tanácsos, királyi biztos voltak, akik egyben a gyermekeinek a keresztszülei is. Farkas János és felesége Sümeghy Judit pedig keresztszülőséget vállaltak kedves barátainak, Oszterhueber Antalnak és Jagasics Zsófiának egyik gyermeke számára, Oszterhueber Imre földbirtokos számára. 
A jozefinizmus alatt a közigazgatás és az igazságszolgáltatás elkülönültek; addig a vármegye alispánja elnökölt a sedrián, azonban a császár két újabb 1786 november 30. és 1787. július 19.-ei rendeleteivel következett be a változás. Első rendelete 38 új bíróság felállítását mondta ki másik rendelet kinevezte az új bíróságok személyzetét kijelölte székhelyüket és működésük megkezdésének időpontjául 1787. szeptember 1.-ét tűzte ki. Ezzel a "Novus Ordo" kibontakozásának tetőpontját érte el. Ezzel tehát beteljesedett közigazgatás és a jogszolgáltatás szétválasztása. Zalában boldogfai Farkas Jánost, az addigi vármegyei főjegyzőt, a Zala vármegyei Ítélőszék elnökévé nevezték ki ("Inclyti Sedis Iudiciaria Comitatus Szaladiensis Praeses"), és ezzel a vármegye legmagasabb igazságügyi hivatalt ő töltötte be. 1788. november 14.-én temették el Boldogfán a családi kriptában.

## Házassága és gyermekei

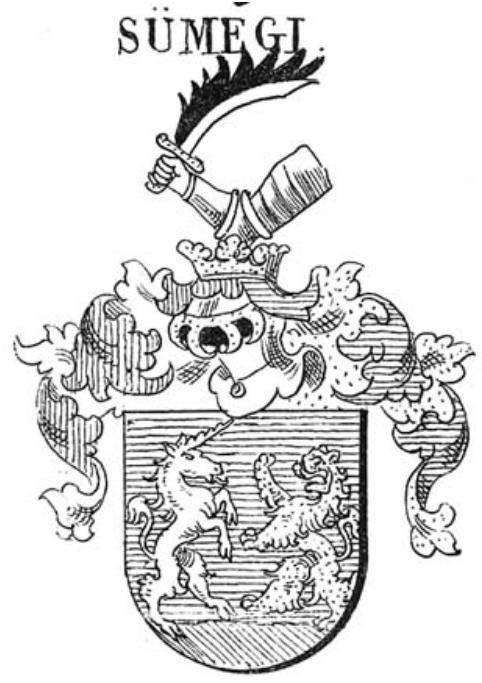
A lovászi és szentmargithai Sümeghy család címere.

Farkas János 1772. április 26.-án Alsóbagodban feleségül vette a lovászi és szentmargithai Sümeghy család sarját, lovászi és szentmargithai Sümeghy Judit (Alsóbagod, 1754. február 28.–Alsóbagod, 1820. február 15.) úrhölgyet, nemes Sümeghy Ferenc (1723–c.1766) alsó- és felsőbagodi földbirtokos és pókafalvi Póka Marianna (1728–1797) lányát. A menyasszony apai nagyszülei nemes Sümeghy Mihály (fl. 1716–1727), Zala vármegye főjegyzője, földbirtokos és nemes Foky Judit voltak; az anyai nagyszülei pókafalvi Póka Gábor (fl. 1728–1752), 1741-ben vasi inszurgens kapitány, földbirtokos és a szenttamási Bertalan családból való szenttamási Bertalan Klára voltak. A házasságkötésnél a násznagyok tekintetes sidi Sidy Pál (1723–1779) alszolgabíró, birtokos, és tekintetes Kovács Boldizsár (1731–1773), boldogfai birtokos voltak. Felesége révén boldogfai Farkas Jánosnak a sógora lovászi és szentmargitai Sümeghy József (1757-1832), királyi tanácsos, Zala vármegye alispánja, földbirtokos volt. Sümeghy Juditnak az anyai nagyanyai dédanyja szenttamási Bertalan Ádámné nádasdi Nádasdy Mária volt, akinek a szülei nemes nádasdi Nádasdy Tamás (fl. 1678), földbirtokos és meszléni Meszlény Éva (fl. 1688–1699) voltak. Nádasdy Tamásnak a szülei Nádasdy Boldizsár (fl. 1636–1664), Vas vármegye alispánja, országgyűlési követe, földbirtokos és tarródi és németszecsődi Tarródy Orsolya (fl. 1628–1638) voltak. Nádasdy Tamásné Meszlény Évának a szülei az meszléni Meszlény Benedek (fl. 1620–1660), Vas vármegye alispánja, országgyűlési követe, földbirtokos és kerecseni Szalay Katalin (fl. 1667) voltak. A Sümeghy család több földbirtokhoz jutott, amely egykor a nádasdi Nádasdy család köznemesi ágának a birtokállományához tartozott. Bertalan Ádámné Nádasdy Mária felmenői között a lengyeltóti Lengyel-, a dalkai Hathalmy-, a némai Kolos-, a bisági Geréczy- a nádasdi Darabos-, a szapári Szapáry-, valamint a  ghyczi és assa ablanczkürthi Ghyczy családok találhatóak. Az alsóbagodi földbirtokot viszont a Foky család révén szerezték meg; boldogfai Farkas Jánosné Sümeghy Juditnak az apai nagyanyai dédszülei nemes Foky János (fl. 1696–1729) Vas vármegye alispánja, a keszői vár kuruc várnagya, Károlyi Sándor bizalmas embere, alsó-ás felsőbagodi, valamint kányavári földbirtokos és a kisbarnaki Farkas családból való kisbarnaki Farkas Judit (fl. 1687–1702) voltak. Az 1710-es években Foky János vásárolta a bagodi birtokrészeket gyöngyösi Nagy Ferenc bárónak az egyik lányától. Foky Jánosné kisbarnaki Farkas Juditnak az apai nagyanyja kisbarnaki Farkas Mihályné zicsi és zajki Zichy Dorottya (fl. 1624) úrnő, aki a zicsi Zichy család köznemesi ágából való volt. Az utóbbi asszonynak a szülei zicsi Zichy Mihály (fl. 1583–1641), Vas vármegye szolgabírája, földbirtokos, és domölki Dömölky Katalin; a nagyszülei zicsi Zichy György (fl. 1548–1604), Moson és Vas vármegye alispánja, földbirtokos és asszonyfalvi Ostffy Anna (fl. 1527–1558) voltak.
Farkas Jánosné Sümeghy Judit nem sűrűn indított önállóan pereskedéseket; édesanyját, özvegy Sümeghy Ferencné Póka Mariannát, képviselte mint gyámja és felügyelője (tutrix et curatrix) amikor a szenttamási Bertalan családdal pereskedtek birtok örökösödésekben. Emellett az ügy mellett Farkas Jánosné Sümeghy Juditot a házassága alatt, férje, boldogfai Farkas János képviselte, majd 1788-tól, özvegysége alatt, az öccse, Sümeghy József lett a jogi képviselője, a teljhatalmú megbízottja. Sümeghy Judit és Sümeghy József jó viszonyt ápoltak, 1806. május 12.-én osztályos megállapodást kötöttek a söjtöri erdő egyenlő részekre osztásával kapcsolatban. Miután özvegységre jutott boldogfai Farkas Jánosné Sümeghy Judit, két pártában maradt leányával, Farkas Judittal (1776–1839) és Farkas Erzsébettel (1785–1857), valamint saját anyjával, özvegy nemes Sümeghy Ferencné pókafalvi Póka Marianna (1728–1797) asszonnyal, ennek a húgával, özvegy nemesságodi Szvetics Mihályné pókafalvi Póka Klára (1734–1811) asszonnyal, és a nőtlen öccsével, ifjabb Sümeghy Ferenccel (1761–1805), az alsóbagodi Sümeghy-kastélyban lakott; Sümeghy József pedig véglegesen Söjtörön telepedett le. A Sümeghy kastély később a leányági örökösödés alapján a Csertán család kezébe jutott. Farkas János és Sümeghy Judit házasságából született:
- boldogfai Farkas Anna Klára (Boldogfa, 1773. március 15.)
- boldogfai Farkas János Nepomuk (Boldogfa, 1774. június 6. – Alsóbagod, 1847. május 5.), jogász, táblabíró, Zala vármegye helyettes alispánja, földbirtokos. Felesége: besenyői és velikei Skublics Angéla Cecilia (Besenyő, 1775. április 7. –Boldogfa, 1839. november 25.).
- boldogfai Farkas Borbála (Boldogfa, 1775. október 30. – Zélpuszta, 1778. július 27.).
- boldogfai Farkas Judit (Boldogfa, 1776. október 27. – Alsóbagod, 1839. november 20.), földbirtokos kisasszony, aki hajadonként hunyt el.
- boldogfai Farkas Ferenc (Boldogfa, 1779. május 16. – Boldogfa, 1844. április 16.), jogász, táblabíró, földbirtokos. Első neje: Németh Anna (1794–1831). Második neje: Joó Borbála (Perenye, 1811. november 29.–Zalaboldogfa, 1881. március 16.).
- boldogfai Farkas Anna Franciska (Boldogfa, 1781. július 4.)
- boldogfai Farkas Marianna Julianna (Boldogfa, 1783. január 2. – Boldogfa, 1819. március 4.). Férje: szladeoviczi Szladovits József (Sitke, 1773. november 25. – Boldogfa, 1829. február 26.), táblabíró, cs. és k. kapitány, kanizsai uradalmi ügyész.
- boldogfai Farkas Erzsébet (Boldogfa, 1785. november 11. – Alsóbagod, 1857. július 14.), földbirtokos kisasszony, aki hajadonként hunyt el.
- boldogfai Farkas Péter (Boldogfa, 1788. július 6. –Boldogfa, 1788. augusztus 29.).

## Származása
| boldogfai Farkas János (Boldogfa, 1741. november 17. –Zalaegerszeg, Zala vármegye, 1788. november 12.) jogász, vármegyei ügyvéd, Zala vármegyei Ítélőszék elnöke, Zala vármegye főjegyzője, táblabíró, földbirtokos, 1783-ban helyettesítő vármegyei másodalispán | Apja: boldogfai Farkas Ferenc (Boldogfa, 1713. szeptember 22. – Zélpuszta, Zala vm., 1770. február 22.) jogász, Zala vármegye alispánja, táblabíró, földbirtokos | Apai nagyapja: boldogfai Farkas János (Boldogfa, c. 1675. - †Boldogfa, 1724.) jogász, Zala vm. helyettes főszolgabírája, földbirtokos | Apai nagyapai dédapja: alsó-őri Farkas Mihály (fl. 1654–1664) törökverő katona, földbirtokos (Szülei: alsó-őri Farkas Péter, földbirtok haszonbérlő Pórszombaton) |
| boldogfai Farkas János (Boldogfa, 1741. november 17. –Zalaegerszeg, Zala vármegye, 1788. november 12.) jogász, vármegyei ügyvéd, Zala vármegyei Ítélőszék elnöke, Zala vármegye főjegyzője, táblabíró, földbirtokos, 1783-ban helyettesítő vármegyei másodalispán | Apja: boldogfai Farkas Ferenc (Boldogfa, 1713. szeptember 22. – Zélpuszta, Zala vm., 1770. február 22.) jogász, Zala vármegye alispánja, táblabíró, földbirtokos | Apai nagyapja: boldogfai Farkas János (Boldogfa, c. 1675. - †Boldogfa, 1724.) jogász, Zala vm. helyettes főszolgabírája, földbirtokos | Apai nagyapai dédanyja: ságodi Péter Éva (fl. 1687–1702) (Szülei: ságodi Péter Mihály alszolgabíró, földbirtokos. 2. férje: tarródi és németszecsődi Tarródy Mihály, főszolgabíró, földbirtokos)                                                                                         |
| boldogfai Farkas János (Boldogfa, 1741. november 17. –Zalaegerszeg, Zala vármegye, 1788. november 12.) jogász, vármegyei ügyvéd, Zala vármegyei Ítélőszék elnöke, Zala vármegye főjegyzője, táblabíró, földbirtokos, 1783-ban helyettesítő vármegyei másodalispán | Apja: boldogfai Farkas Ferenc (Boldogfa, 1713. szeptember 22. – Zélpuszta, Zala vm., 1770. február 22.) jogász, Zala vármegye alispánja, táblabíró, földbirtokos | Apai nagyanyja: sidi Sidy Dorottya (1693– †Boldogfa, 1775. március 1.)                                                                | Apai nagyanyai dédapja: sidi Sidy Mihály (fl. 1672–1711) egervári vicekapitány, zalavármegyei országgyűlési követ, földbirtokos, főszolgabíró. 2. felesége: nemes Madarász Terézia |
| boldogfai Farkas János (Boldogfa, 1741. november 17. –Zalaegerszeg, Zala vármegye, 1788. november 12.) jogász, vármegyei ügyvéd, Zala vármegyei Ítélőszék elnöke, Zala vármegye főjegyzője, táblabíró, földbirtokos, 1783-ban helyettesítő vármegyei másodalispán | Apja: boldogfai Farkas Ferenc (Boldogfa, 1713. szeptember 22. – Zélpuszta, Zala vm., 1770. február 22.) jogász, Zala vármegye alispánja, táblabíró, földbirtokos | Apai nagyanyja: sidi Sidy Dorottya (1693– †Boldogfa, 1775. március 1.)                                                                | Apai nagyanyai dédanyja: szenterzsébeti Terjék Mária (fl. 1688–1692) (Szülei: szenterzsébeti Terjék János, a nyitrai püspökség és a nyitrai vár tiszttartója, Zala vármegyei adószedő, földbirtokos és pohroncz-szelepcsényi Maholányi Borbála)                                          |
| boldogfai Farkas János (Boldogfa, 1741. november 17. –Zalaegerszeg, Zala vármegye, 1788. november 12.) jogász, vármegyei ügyvéd, Zala vármegyei Ítélőszék elnöke, Zala vármegye főjegyzője, táblabíró, földbirtokos, 1783-ban helyettesítő vármegyei másodalispán | Anyja: barkóczi Rosty Anna Mária (1722– Zélpuszta, 1784. október 9.)                                                                                             | Anyai nagyapja: barkóczi Rosty László (fl. 1710-1730) jogász, Vas vm. főszolgabírája, földbirtokos. 2. felesége: béri Balogh Katalin. | Anyai nagyapai dédapja: barkóczi Rosty István (fl.1684.–†1718) földbirtokos, jószágkormányzója a gróf Batthyány családnak (Szülei: barkóczi Rosty János, földbirtokos, aki 1632. október 31.-én új címeres nemeslevelet kapott II. Ferdinánd magyar királytól, és fületinczi Kelcz Anna) |
| boldogfai Farkas János (Boldogfa, 1741. november 17. –Zalaegerszeg, Zala vármegye, 1788. november 12.) jogász, vármegyei ügyvéd, Zala vármegyei Ítélőszék elnöke, Zala vármegye főjegyzője, táblabíró, földbirtokos, 1783-ban helyettesítő vármegyei másodalispán | Anyja: barkóczi Rosty Anna Mária (1722– Zélpuszta, 1784. október 9.)                                                                                             | Anyai nagyapja: barkóczi Rosty László (fl. 1710-1730) jogász, Vas vm. főszolgabírája, földbirtokos. 2. felesége: béri Balogh Katalin. | Anyai nagyapai dédanyja: jobbágyi Jobbágyi Regina (fl.1691–1694) (Szülei: jobbágyi Jobbágyi Jeremiás, németújvári tiszttartó, földbirtokos és Rainbolt Regina) |
| boldogfai Farkas János (Boldogfa, 1741. november 17. –Zalaegerszeg, Zala vármegye, 1788. november 12.) jogász, vármegyei ügyvéd, Zala vármegyei Ítélőszék elnöke, Zala vármegye főjegyzője, táblabíró, földbirtokos, 1783-ban helyettesítő vármegyei másodalispán | Anyja: barkóczi Rosty Anna Mária (1722– Zélpuszta, 1784. október 9.)                                                                                             | Anyai nagyanyja: zalalövői Csapody Mária (fl. 1710–1714)                                                                              | Anyai nagyanyai dédapja: zalalövői Csapody István (fl. 1663–1702) (†c.1702) zalalövői várkapitány, földbirtokos (Szülei: Csapody István, földbirtokos, akinek az apja Chiapody István 1626. szeptember 26-án II. Ferdinánd magyar királytól szerzett címeres nemeslevelet)               |
| boldogfai Farkas János (Boldogfa, 1741. november 17. –Zalaegerszeg, Zala vármegye, 1788. november 12.) jogász, vármegyei ügyvéd, Zala vármegyei Ítélőszék elnöke, Zala vármegye főjegyzője, táblabíró, földbirtokos, 1783-ban helyettesítő vármegyei másodalispán | Anyja: barkóczi Rosty Anna Mária (1722– Zélpuszta, 1784. október 9.)                                                                                             | Anyai nagyanyja: zalalövői Csapody Mária (fl. 1710–1714)                                                                              | Anyai nagyanyai dédanyja: osztopáni Perneszy Zsófia (fl. 1651–1702) (Szülei: osztopáni Perneszy István, a zalalövői véghely főkapitánya, zalai és somogyi földbirtokos és nyéki Rauch Zsuzsanna)                                                                                         |